# Медно
Медно (словен. Medno) је насељено место у оквиру градске општине Љубљана, Средњесловенска регија, Словенија.

## Историја
До територијалне реорганизације у Словенији била је у саставу града Љубљане, односно старе општине Шишка.

## Становништво
У попису становништва из 2021. године, Медно је имало 467 становника.
| Број становника према пописима | Број становника према пописима | Број становника према пописима | Број становника према пописима |
| ------------------------------ | ------------------------------ | ------------------------------ | ------------------------------ |
| 1991                           | 2002                           | 2011                           | 2021                           |
| 366                            | 378                            | 406                            | 467                            |

Напомена: Године 1987. умањено за део насеља који је припојен насељу Сеничица (Медводе).